# Seigokan
Seigokan (正刚馆) est un style traditionnel de la forme gōjū-ryū du karaté, créé au Japon par le grand maître Seigo Tada (8e Dan) en 1945.

## Histoire
Le créateur du style Seigokan, maître Seigo Tada, était un élève de grand maître Chōjun Miyagi. Seigo Tada était l'entraineur-chef du club de karaté-do de l'université Ritsumeikan. 
Le Seigokan a deux propres katas, Kihon-tsuki-no-kata et Uke-no-kata, et les 12 autres katas traditionnels du Goju-ryu. Le programme Seigokan comprend également le Yakusoku Kumite (techniques de combat ensemble) dans les variantes 1 à 7 de Zenkutsu et de 1 à 7 de Shikodachi, ainsi que sept Torite (techniques de self-défense).
Dans la vie du Grand Maître Tada Seigo, le Seigokan a été la plus grande organisation (Kai-Ha) de gōjū-ryū existante au Japon, avec plus de 200 000 membres et est toujours considéré comme l'un des plus grands. Chaque année, organise un Championnat du Monde, ouvert à tous les pays avec les associations Seigokan, appelé de World Seigokan Friendship Tournament. Parmi les membres connus, on compte la quadruple championne du monde de Kata (WKF) : Atsuko Wakai, et Yukari Ōshima (Chyntia Luster), actrice de films d'action asiatiques. Son siège social ou Hombu dōjō est dans la ville de Himeji, au Japon, et le Seigokan All Japan Karatedo Association (SAJKA) est actuellement dirigé par Kancho Sandaime ou Soke Seigo Tada III. 
Deux membres dirigeants du Seigokan joué un rôle important dans le Continent Asiatique et dans le monde du karaté. Le regretté José Martins Achiam, 7e Dan (1944-2008), était un membre du Comité Exécutif de la Fédération Mondiale de Karaté (WKF) et Secrétaire Général de la Fédération Asiatique de Karatedo (en). Bill K.S. Mok (7e Dan), décédé en 2015, était aussi membre du Comité Exécutif de la WKF, Vice-Président et Secrétaire Général de la Fédération Asiatique de Karatedo (AKF). 
Il existe des associations de Karatedo Gojuryu Seigokan réparties sur les cinq continents dans pays comme les États-Unis, Canada, Brésil, Venezuela, Colombie, Chili, Portugal, Italie, Australie, Inde, Chine (Hong Kong et Macao), Philippines, Sri Lanka, le Népal, Iran et Angleterre.

## Katas
| Kihon | Gekisai Dai Ichi | Gekisai Dai Ni | Saifa | Seienchin | Sanchin | Tensho | Ukeno | Seipai | Sanseru | Shisochin | Seisan | Kururunfa | Suparinpei |

Ci-dessous les graduations. 

## Les Grades et ceintures
Les grades et les ceintures du Karate-Do Goju-Ryu Seigokan sont les suivants :
| Blanche 10e kyu           |
| Jaune 9e kyu              |
| Jaune + barrette 8e kyu   |
| Jaune + barrette 7e kyu   |
| Verte 6e kyu              |
| Verte + barrette 5e kyu   |
| Verte + barrette 4e kyu   |
| Marron 3e kyu             |
| Marron + barrette 2e kyu  |
| Marron + barrette 1er kyu |
| Noire 1er à 10e dan       |